# Campionati italiani assoluti di atletica leggera indoor 2011
I XLII Campionati italiani assoluti di atletica leggera indoor si sono tenuti al Palaindoor di Ancona dal 19 al 20 febbraio 2011.

## Risultati

### Uomini
| Specialità                                                                              | Oro | Prestazione | Argento                                                                                 | Prestazione | Bronzo                                                                                             | Prestazione |
| Corse                                                                                   | |             |                                                                                         |             | |             |
| 60 m                                                                                    | Michael Tumi Centro Sportivo Aeronautica Militare                                                         | 6"71        | Emanuele Di Gregorio Centro Sportivo Aeronautica Militare                               | 6"72        | Roberto Donati Centro Sportivo Esercito                                                            | 6"73        |
| 400 m                                                                                   | Lorenzo Valentini Atletica Studentesca CA.RI.RI.                                                          | 48"08       | Isalbet Juarez Gruppo Sportivo Fiamme Oro                                               | 48"31       | Filippo Costanti UISP Atletica Siena                                                               | 49"14       |
| 800 m                                                                                   | Giordano Benedetti Gruppi Sportivi Fiamme Gialle                                                          | 1'52"19     | Lukas Rifesser Centro Sportivo Esercito                                                 | 1'52"48     | Livio Sciandra Centro Sportivo Aeronautica Militare                                                | 1'53"62     |
| 1500 m                                                                                  | Marco Najibe Salami Centro Sportivo Esercito                                                              | 3'44"09     | Stefano La Rosa Centro Sportivo Carabinieri                                             | 3'44"49     | Christian Obrist Centro Sportivo Carabinieri                                                       | 3'44"78     |
| 3000 m                                                                                  | Simone Gariboldi Gruppo Sportivo Fiamme Oro                                                               | 8'08"68     | Yuri Floriani Gruppi Sportivi Fiamme Gialle                                             | 8'08"70     | Ahmed El Mazoury Gruppi Sportivi Fiamme Gialle                                                     | 8'08"98     |
| 60 m hs                                                                                 | Emanuele Abate Gruppo Sportivo Fiamme Oro                                                                 | 7"83        | Stefano Tedesco Gruppi Sportivi Fiamme Gialle                                           | 7"89        | Carlo Giuseppe Redaelli Atletica Riccardi                                                          | 7"92        |
| Marcia 5000 m                                                                           | Riccardo Macchia Gruppo Sportivo Fiamme Oro                                                               | 20'09"99    | Daniele Masciadri Fiamme Gialle Simoni                                                  | 20'26"43    | Vincenzo Magliulo Arca Atletica Aversa                                                             | 20'29"43    |
| Staffetta 4×1 giro                                                                      | Centro Sportivo Aeronautica Militare Alessandro Berdini Fiorenzo Moscatelli Davide Manenti Marco Torrieri | 1'27"61     | Atletica AVIS Macerata Lorenzo Angelini Filippo Michele Reina Carlo Nardi Marco Vescovi | 1'29"47     | Atletica Studentesca CA.RI.RI. Stefano Colasanti Marco Valentini Giovanni Albano Lorenzo Valentini | 1'29"69     |
| Concorsi                                                                                | |             |                                                                                         |             | |             |
| Salto in alto                                                                           | Nicola Ciotti Centro Sportivo Carabinieri                                                                 | 2,25 m      | Filippo Campioli Centro Sportivo Esercito                                               | 2,23 m      | Marco Fassinotti Centro Sportivo Aeronautica Militare                                              | 2,23 m      |
| Salto con l'asta                                                                        | Giorgio Piantella Centro Sportivo Carabinieri                                                             | 5,55 m      | Claudio Stecchi Gruppi Sportivi Fiamme Gialle                                           | 5,50 m      | Matteo Rubbiani Centro Sportivo Aeronautica Militare                                               | 5,40 m      |
| Salto in lungo                                                                          | Fabrizio Donato Gruppi Sportivi Fiamme Gialle                                                             | 8,03 m      | Emanuele Formichetti Stato Maggiore Esercito DAR                                        | 7,70 m      | Ferdinando Iucolano Centro Sportivo Aeronautica Militare                                           | 7,60 m      |
| Salto triplo                                                                            | Fabrizio Schembri Centro Sportivo Carabinieri                                                             | 17,00 m     | Daniele Greco Gruppo Sportivo Fiamme Oro                                                | 16,65 m     | Michele Boni Centro Sportivo Aeronautica Militare                                                  | 16,23 m     |
| Getto del peso                                                                          | Marco Di Maggio Centro Sportivo Aeronautica Militare                                                      | 18,41 m     | Paolo Dal Soglio Centro Sportivo Carabinieri                                            | 17,82 m     | Andrea Ricci Sport Club Catania                                                                    | 17,78 m     |
| record dei campionati; record nazionale; record personale; record personale stagionale. | |             |                                                                                         |             | |             |

### Donne
| Specialità                                                                              | Oro                                                                                  | Prestazione | Argento                                                                                    | Prestazione | Bronzo                                                                                     | Prestazione |
| Corse                                                                                   |                                                                                      |             |                                                                                            |             |                                                                                            |             |
| 60 m                                                                                    | Manuela Levorato Centro Sportivo Aeronautica Militare                                | 7"44        | Maria Aurora Salvagno Centro Sportivo Aeronautica Militare                                 | 7"48        | Ilenia Draisci Centro Sportivo Esercito                                                    | 7"48        |
| 400 m                                                                                   | Marta Milani Centro Sportivo Esercito                                                | 53"09       | Maria Enrica Spacca Gruppo Sportivo Forestale                                              | 53"35       | Chiara Bazzoni Centro Sportivo Esercito                                                    | 53"82       |
| 800 m                                                                                   | Elisabetta Artuso Gruppo Sportivo Forestale                                          | 2'11"54     | Serena Monachino Easy Speed 2000                                                           | 2'12"25     | Lorenza Canali Gruppo Sportivo Fiamme Azzurre                                              | 2'12"58     |
| 1500 m                                                                                  | Sara Palmas Centro Sportivo Esercito                                                 | 4'29"79     | Eleonora Berlanda Gruppo Sportivo Fiamme Oro                                               | 4'30"70     | Giulia Viola Gruppi Sportivi Fiamme Gialle                                                 | 4'31"15     |
| 3000 m                                                                                  | Silvia Weissteiner Gruppo Sportivo Forestale                                         | 9'22"39     | Micaela Bonessi Associazione Maratonina Udinese                                            | 9'24"09     | Eleonora Berlanda Gruppo Sportivo Fiamme Oro                                               | 9'28"29     |
| 60 m hs                                                                                 | Giulia Pennella Centro Sportivo Esercito                                             | 8"17        | Francesca Doveri Centro Sportivo Esercito                                                  | 8"30        | Veronica Borsi Gruppi Sportivi Fiamme Gialle                                               | 8"30        |
| Marcia 3000 m                                                                           | Sibilla Di Vincenzo Assindustria Sport Padova                                        | 12'42"61    | Eleonora Anna Giorgi Gruppo Sportivo Fiamme Azzurre                                        | 12'51"59    | Serena Pruner Società Ginnastica Amsicora                                                  | 13'12"98    |
| Staffetta 4×1 giro                                                                      | Atletica Camelot Marta Maffioletti Eleonora Sirtoli Martina Fugazza Michela D'Angelo | 1'38"50     | Audacia Record Atletica Oriana De Fazio Chiara Gervasi Flavia Battaglia Donata Piangerelli | 1'39"05     | Sport Atletica Fermo Yessica Stortini Perez Ilaria Giretti Chiara Natali Roberta Del Gatto | 1'41"01     |
| Concorsi                                                                                |                                                                                      |             |                                                                                            |             |                                                                                            |             |
| Salto in alto                                                                           | Raffaella Lamera Centro Sportivo Esercito                                            | 1,90 m      | Chiara Vitobello Atletica Camelot                                                          | 1,86 m      | Giovanna Demo Atletica Vicentina                                                           | 1,81 m      |
| Salto con l'asta                                                                        | Anna Giordano Bruno Assindustria Sport Padova                                        | 4,30 m      | Giorgia Benecchi Centro Sportivo Esercito                                                  | 4,25 m      | Giulia Cargnelli Gruppo Sportivo Forestale                                                 | 4,10 m      |
| Salto in lungo                                                                          | Laura Strati Atletica Vicentina                                                      | 6,29 m      | Francesca Doveri Centro Sportivo Esercito                                                  | 6,23 m      | Teresa Di Loreto Gruppo Sportivo Fiamme Azzurre                                            | 6,21 m      |
| Salto triplo                                                                            | Simona La Mantia Gruppi Sportivi Fiamme Gialle                                       | 14,33 m     | Silvia Cucchi Gruppo Sportivo Fiamme Oro                                                   | 13,48 m     | Eleonora D'Elicio Gruppo Sportivo Fiamme Azzurre                                           | 13,46 m     |
| Getto del peso                                                                          | Chiara Rosa Gruppo Sportivo Fiamme Azzurre                                           | 18,34 m     | Julaika Nicoletti Gruppo Sportivo Forestale                                                | 16,08 m     | Elena Carini Centro Sportivo Esercito                                                      | 15,80 m     |
| record dei campionati; record nazionale; record personale; record personale stagionale. |                                                                                      |             |                                                                                            |             |                                                                                            |             |